# Gebirgsschermaus

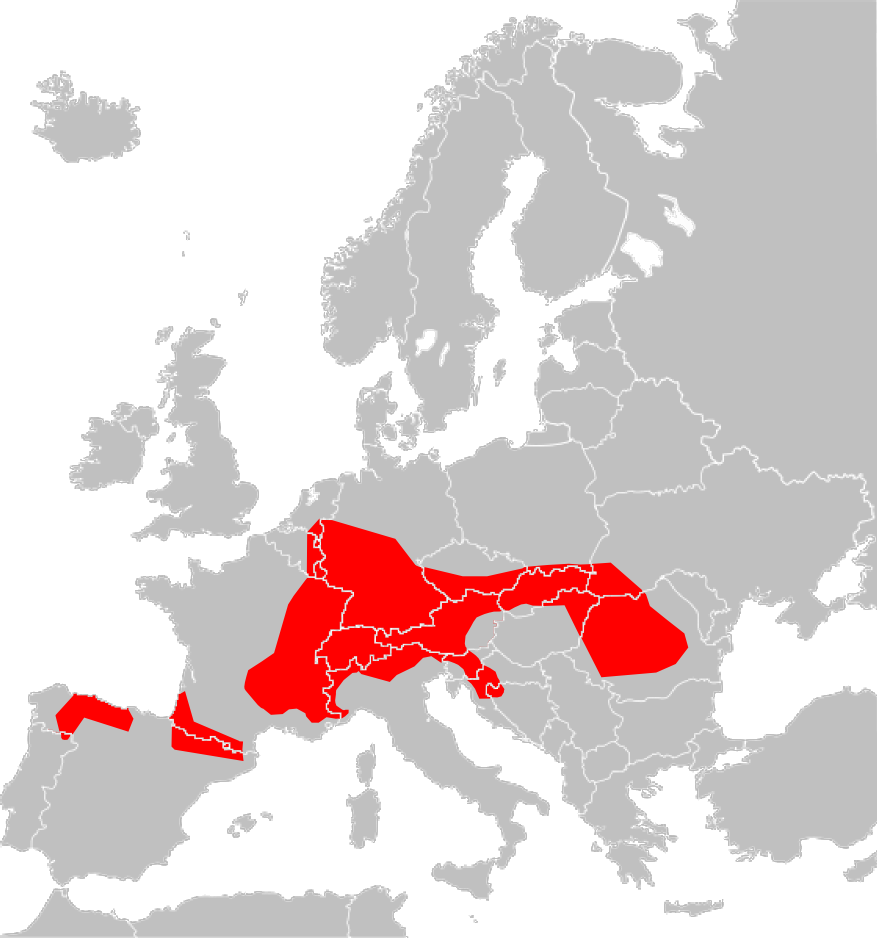
Verbreitungsgebiet der Gebirgsschermaus

Die Gebirgsschermaus (Arvicola scherman) ist eine Art aus der Gattung der Schermäuse (Arvicola) in der Unterfamilie der Wühlmäuse (Arvicolinae) innerhalb der Familie der Wühler (Cricetidae). Zu ihrem Verbreitungsgebiet zählen gebirgige Landschaften in Nordspanien, Mitteleuropa und Südosteuropa. In Europas Landwirtschaft gilt sie als eine der schädlichsten Nagetierarten und ist zum Beispiel in Asturien im Nordwesten Spaniens eine der Hauptursachen für wirtschaftliche Verluste in Apfelbaumpflanzungen.

## Merkmale
Die Gebirgsschermaus wurde früher als Unterart von Arvicola amphibius (Syn.: Arvicola terrestris) angesehen, die beiden Morphotypen sind jedoch eindeutig zwei biologische Arten. Die in Eurasien weit verbreitete amphibisch lebende Form (A. amphibius) ist größer und mit struppigem Fell, A. scherman ist eine kleinere, in bestimmten europäischen Bergen isolierte, grabende Art mit weicherem Fell und reduzierten Plantar- und Palmartuberkeln. Die oberen Schneidezähne der Gebirgsschermaus ragen deutlich nach vorne und sind an die grabende Lebensweise angepasst.

## Lebensraum und Lebensweise
Das hauptsächliche Verbreitungsgebiet der Gebirgsschermaus ist das Hochland, in den französischen Alpen kommt sie bis in 2400 m Höhe vor. Dort werden umfangreiche Baue, in der Regel nicht tiefer als ein Meter, in Wiesen und Weiden, seltener in Wäldern, angelegt. Sie sind überwiegend Pflanzenfresser und ernähren sich im Sommer von der Pflanzendecke, im Winter von Wurzeln, Zwiebeln und Knollen.